# Mitologia majańska

## Stworzenie człowieka
Majowie mieli bardzo ciekawe mity dotyczące powstania człowieka: Bogowie kilkakrotnie próbowali ulepić człowieka z gliny, drewna i słomy. Gdy stworzone w ten sposób istoty okazały są zbyt głupie, by należycie oddawać cześć bogom, zostały wytępione potopem; potomkowie nielicznych uratowanych wdrapali się na drzewa i przemienili w małpy. W końcu człowiek został ulepiony z mąki kukurydzianej i krwi, a bogowie zasiedli w chwale i kazali mu oddawać sobie cześć. Majowie ze wszystkich sił starali się zaspokoić wymagania swoich bogów, pragnąc sobie zasłużyć na niebo, gdzie nikt nie musiał pracować nad uprawą kukurydzy, i bojąc się piekła, gdzie panowało lodowate zimno.
Inna wersja tego mitu jest bardziej rozbudowana być może nieco schrystianizowana. W niebie panowało czterech bogów, którzy siedząc na tronach pilnowali świata znajdującego się pod nimi. Pewnego razu Żółty Pan zaproponował, by stworzyć człowieka, który cieszyłby się ziemia i nią opiekował. Bogowie się zgodzili. Pan wziął bryłę żółtej gliny i zrobił z niej człowieka. Stworzenie okazało się słabe, rozpuściło się w wodzie i nie potrafiło stać pionowo. Wówczas Pan Czerwony zaproponował, by stworzyć człowieka z drewna. Wziął gałąź drzewa i wyrzeźbił z niej ludzki kształt. Rozpoczęły się testy. Wpierw sprawdzono, czy podobizna człowieka będzie pływała – tę próbę zaliczyła bez problemu. Następnie sprawdzono, czy będzie stał pionowo, co również przeszło bez problemów. Niestety ostatnia próba – próba ognia – zakończyła się spaleniem podobizny. Bogowie poczęli ponownie się zastanawiać, jakiego materiału użyć by człowiek był doskonały. Czarny Pan zaproponował stworzenie człowieka ze złota. Był piękny, świecił w słońcu i przetrwał wszystkie próby. Bogom spodobała się taka postać i mimo że nie umiała mówić, czuć, ruszać się oraz czcić swoich bogów postawili go na ziemi. Czwarty z bogów, Bezbarwny Pan, niezadowolony z takiej postaci, postanowił stworzyć człowieka ze swego ciała. Odciął palce u lewej ręki i zrzucił je na ziemię, gdzie wyrośli z nich ludzie. Byli tak mali, że bogowie zasiadający na swoich tronach ledwie ich widzieli. Wyglądali oni jak zapracowane mrówki. Ludzie stworzeni z Bezbarwnego Pana czcili swoich bogów, składali im dary, czym radowali bogów. Pewnego razu człowiek posiadający ciało spotkał człowieka ze złota. Gdy go dotknął poczuł jedynie zimno i zauważył, że nie porusza się ani nie mówi. Mimo to człowiek z ciała postanowił zaopiekować się człowiekiem ze złota i dzięki jego dobroci ten drugi ożył – mógł mówić, ruszać się, myśleć. Począł wychwalać dobroć bogów ich wielkość i uczynność. Bogowie, słysząc te słowa, popadli w zachwyt i nazwali człowieka złotego bogatym, a człowieka z ciała biednym i nakazali, by ten pierwszy zawsze opiekował się biednym. Gdyby tak się nie stało czekała go śmierć. Od tego też momentu człowiek bogaty nie jest wpuszczany za bramy nieba pod warunkiem, że nie przyniesie go tam człowiek biedny, którym się za życia opiekował.

## Koniec świata
Jednym z ciekawszych mitów Majów jest ten o zagładzie świata. Pierwszoplanową postacią był Chac, który był stworzycielem rodzaju ludzkiego. Indianie wierzyli, że świat zostanie czterokrotnie zniszczony. Po raz pierwszy zniszczony został przez słońce w momencie, gdy Ziemia była zaludniona przez karły – budowniczych wielkich zrujnowanych miast. Część z nich przetrwała potop w podziemnych pieczarach i jamach, gdzie do dziś przebywają. Po raz drugi świat, zamieszkiwany przez ponure plemię „grzeszników”, został zniszczony przez wiatr. Trzecie zniszczenie dokonało się przez wodę, która to odgrywała najważniejszą rolę w życiu Indian. Wówczas kres zagłady widzieli już sami Majowie. Władcą wody był Chac – Tlaloc, którego posągi zdobi ołtarz jaguarów w Chichen Itza, i on to, według legendy, zniszczył trzeci świat. Zesłał na ziemię potężną powódź, zatopił miasta i piramidy Indian, ludzi, którzy przeżyli potop zamienił w ptaki. Czwarte zniszczenie świata, według wierzeń Indian ma dopiero nastąpić. Do dziś w tę mitologiczną zagładę wierzą Indianie, a jego przebieg często jest przedstawiany przez czarowników (h-men). Otóż rozwścieczone jaguary wyjdą z lasów i zaczną zabijać. Najpierw rozszarpią wszystkich świętokradców. Potem rozerwą na ćwierci pozostałych uczonych, a później rzucą się na wszystkich mieszkańców Jukatanu. Ten obraz zagłady wyrażany przez dzisiejszych czarowników ma swoje głębokie korzenie w prastarych wierzeniach.

## Patroni
Każde miasto Majów stanowiło coś w rodzaju odrębnego państwa, posiadało również swoich patronów lub swoich bogów czczonych na równi z głównymi bogami Majów. Bardzo ciekawego patrona -boga, posiadało Cozumel (początkowo zwane Ah Cuzamil Peten) niemal płaska wyspa, która stanowiła bardzo ważny ośrodek religijny. Na wyspie tej Indianie czcili miejscową boską trójcę świętą. Tworzyli ją Teel Cuzam, „bogini o jaskółczych nogach”, o której nigdy wcześniej i później już nie słyszano. Następnie Ahulneb, bóg z łukiem, również bardzo mało znany oraz bogini Ixchel, do której przybywało najwięcej pielgrzymów. Pielgrzymi, głównie kobiety, przybywały na wyspę w dniu 8 Zip poświęconym w kalendarzu Majów właśnie tej bogini. Do Ixchel należała jedyna w świecie Majów wyrocznia. Za pośrednictwem kapłanów bogini, przepowiadała przyszłość, lecz tylko o ile pytania dotyczyły spraw czysto kobiecych. Ixchel była opiekunką wszystkiego co kobiece, była protektorką brzemienności, porodów i macierzyństwa, patronką prac kobiecych, a głównie tkactwa. Czczono ją jako boginie księżyca i lecznictwa. Do niej zwracano się z prośbą o lekki poród. Przypuszcza się, że pełniła również rolę bogini ziemi i wszystkich jej płodów. Dlatego też jej osobie był poświęcony 12 miesiąc Cech. W wielu kodeksach można ją zobaczyć jako kobietę – ziemiankę znajdującą się w objęciach boga Tohil („Władca deszczu”, „Posiadający Władzę nad Deszczem”) występującego pod postacią jelenia. Czasami bogini występowała pod postacią łani i w kodeksie Drezdeńskim jest przedstawiona jak spółkuje z prawdopodobnie bogiem Ah Uoc Yol Zip (Zuhuy Zipi – Siedem Serc Skoczka) – opiekunem jeleni i innych zwierząt. Tak jak wielu bogów majańskich tak i Ixchel miała podwójną naturę. W swojej drugiej postaci jawiła się jako stara zła kobieta, która zalewała ziemię swym gniewem i pomagała niebieskiemu wężowi w uczynieniu potopu. Występowała wówczas jako bogini powodzi i ulewy; była zdolna do wyrządzania szkód przy pomocy tropikalnej burzy. W najstarszych przekazach jawiła się jako bogini wodna ze szponami, otoczona symbolami śmierci i niszczenia, ze skręconym wężem na głowie i wyhaftowanymi na spódnicy skrzyżowanymi piszczelami. Wierzono, że w jej pałacu stały ogromne kadzie i dzbany z wodą, którą lała wówczas, gdy nie była zadowolona ze składanych jej ofiar. Jej pluwialna natura przejawiała się nie tylko w destrukcyjnym działaniu wody, lecz również zsyłała, podobnie jak bogowie Chac czy Itzamna, deszcze dobroczynne. Sama była małżonką boga Itzamny – pana niebios i tak jak on miała swoje własne cztery kopie w różnych kolorach, kojarzone z czterema stronami świata. Według jednego z mitów, zanim stali się oni najjaśniejszymi niebiańskimi światłami, mieli być pierwszymi mieszkańcami świata i pierwszym małżeńskim stadłem. Lunarna kobieta nie dochowała wierności swojemu solarnemu mężczyźnie, stąd księżyc stał się symbolem seksualnej rozwiązłości. Jego blask jest słabszy od światła słonecznego, ponieważ Słońce pozbawiło swą wiarołomną żonę jednego oka. Diego de Landa pisze o tej bogini i wyspie Cozumel:
„Otaczali [Majowie] taką czcią Cuzmil i studnię w Chicheiza, jak my poważamy pielgrzymki do Jerozolimy i Rzymu; w ten sposób pielgrzymowali i składali ofiary, zwłaszcza do Cuzmil, tak jak udajemy się do miejsc świętych”
Wymieniony wcześniej bóg Tohil był uważany przez Majów Quiche za odpowiednika Tlaloka. Był bogiem deszczu i ognia. Występował czasami pod imieniem Huntoh („Jeden Deszcz”). On wraz ze swoimi dwoma towarzyszami, Hacavitz i Avilixi, posiadali własną górę – Pa-Tohol. Według jednego z mitów, wszyscy trzej zamienili się w kamienie, gdy po raz pierwszy weszło słońce i wysuszyło ziemię, pierwotnie wilgotną i błotnistą.

## Panteon

### Hunab Ku
W panteonie najważniejszych bogów pierwsze miejsce zajmował Bóg-Stwórca, Hunab Ku („Jedyny Bóg”), niekiedy zwany był również Kinebahan („Oczy i Usta Słońca”) i uosabiał wówczas promienie słońca. Był on, w kosmologii Majów odpowiedzialny za stworzenie świata po trzech potopach i źródło wszelkiego istnienia. Jak mówią niektóre mity, ludzi stworzył z kolby kukurydzy. W innych stwarzał ludzi trzykrotnie i za każdym razem niezadowolony ze swego dzieła niszczył ich, zsyłając na nich powódź. Wpierw były to karły, który w trakcie potopu schowały się w podziemnych pieczarach i norach, dzięki czemu część z nich żyje do dziś. Za drugim razem stworzeni ludzie byli podobni do obecnych, lecz byli oni źli. I oni zostali zatopieni, a nieliczni co ocaleli stali się demonami świata podziemnego. Dopiero trzecia próba stworzenia ludzi została zaakceptowana przez Hunab. Majowie uważali, że powinno się żyć w ciągłej niepewności, bacząc, by Hunab nie zmienił zdania i nie zesłał na nas kolejnego potopu. Jego działalność miała ogromne znaczenie, a jego królestwo było tak święte, że nie miał nawet czasu na zajmowanie się codziennymi sprawami ludzi. W Słowniku Motul jest opisany:
„Jedynie żywy i prawdziwy Bóg, największy z Bogów ludu z Jukatanu, który nie ma wizerunku, ponieważ, jak powiadają, brakuje pojęcia Jego postaci, gdyż jest Bezcielesny.”
Uważany był za najwyższego i niewidzialnego boga. Z tego powodu nie był przedstawiany pod żadną postacią. Jego małżonką była Ixazalvoh (Ix Azal Voh) – bogini tkactwa, która urodziła mu Itzamne. W kodeksach Majów i księgach spisanych po okresie konkwisty zachowało się wiele modlitw poświęconych temu bogu. Dla przykładu przytoczę jedną z nich:
„Przyjdź czterema odgałęzieniami Drogo Nieba,
Gdzie znajduje się Dom Maty,
W którym rządzi mądry Hunab Ku
Ten, który pamięta o człowieku,
Że trudne jest życie, tu na świecie, tego
Który pragnąłby ponieść trud rozumienia.
I, że tu na ziemi daje zdrowie,
Ponieważ jest Panem Ognia, Wody, Powietrza i Ziemi,
Panem tego świata,
Wszystkich rzeczy uczynionych przez siebie.
Pan Hunab Ku, jest tym który daje dobro i zło,
Wśród dobrych i wśród złych.
Gdyż on daje swe światło ziemi,
Ponieważ jest właścicielem wszystkich rzeczy,
Które są pod jego władzą,
Zarówno Słońce, jak i Księżyc, zarówno dymiąca Gwiazda,
Która jest jak świecący kwiat na niebiosach,
Zarówno błyskawica, jak i najmniejsza muszka,
Zarówno ptaki, jak i inne zwierzęta.”

### Ahau Kin
Obok Hunab Ku często wymienia się starego boga Ahau Kin bez wkładu i wsparcia którego nie byłoby możliwe dzieło stworzenia świata. Nazywano go „Władcą Oblicza Słońca”. Był obdarzony przez Majów najwyższym szacunkiem, pomimo iż nie dysponował bezpośredniej władzy. Traktowano go jako praprzodka, boga słońca Hunahpu. Często występował jako małżonek prabogini Mam, tworząc pradawną parę Słońca i Księżyca. Jako Słońce ucieleśniał ludzką siłę twórczą i duchowe światło. Najbardziej charakterystyczną cechą fizyczną tego boga był zarost na podbródku. Był jedynym z prastarych bogów posiadającym tego rodzaju cechę. Innymi jego atrybutami był wydatny, haczykowaty nos z namalowanym na nim spiralą oraz spiłowane zęby górnej szczęki. Majowie szczególne znaczenia nadali mu w kalendarzu słonecznym, przyznając mu swoją najważniejszą, magiczną liczbę cztery. Jako jedyny bóg patronował pierwszemu miesiącu w kalendarzu miesięcznym Haab – Pop. Rozpoczęcie go witane było hucznymi ceremoniami, festynami przepełnionymi rozpustą, zabawą i śmiechem. Był to czas odrodzenia i tworzenia nowego życia. Ludzie wykorzystywali ten czas na snucie planów na przyszłość i podejmowali wyzwania i przedsięwzięcia. Ahau Kin miał za zadanie przywracać stary porządek. Wespół z Hunahpu patronował również dwa inne miesiące: 14 Kankin, który był miesiącem zbierania plonów i kojarzony był z punktem równonocy jesiennej oraz symbolizował zamknięty cykl przemijalności, narodzin i śmierci. Bogom składano wówczas obfite ofiary w postaci zboża i serc jeńców wojennych. Jeszcze dziś w tym miesiącu potomkowie Majów oddają bogom przedmioty ze swego majątku. Drugim miesiącem w którym oddawano cześć Ahau Kin był Yaxkin – miesiąc zielonego słońca przypadający na wiosenne zrównanie dnia z nocą. Do grupy bogów – stwórców należały również dzieci boskiej pary pierwotnej Xchmela i Xtmana, bracia Hunavan i Hunchevan. Im to przypisywano stworzenie niebios, ziemi, ludzi i wszystkiego, co istnieje.

### Itzamna
Wszyscy pozostali bogowie stali poniżej boga Hunab Ku. Niezależnie od charakteru tych bogów posiadali oni wiele cech ludzkich, dzięki czemu można było ich rozróżniać wśród takiej wielkiej liczby bogów. Przykładem tego jest potężny bóg Itzamna, „Dom Iguan” (Zamna), syn boga Hunab Ku. Nazwa Dom Iguana odnosi się do jednego z mitycznych wyobrażeń Majów na temat Wszechświata mówiącego, iż ziemia spoczywa na grzbiecie wielkiej jaszczurki zaś Kosmos był jej domem. Jego osobę wyobrażano sobie jako mężczyznę w zaawansowanym wieku, z bezzębnymi szczękami, zapadłymi policzkami, podkrążonymi oczami i wydatnym, bulwiastym świecącym nosem. Takie przedstawienie może świadczyć o bardzo starym rodowodzie tego boga. Na wielu stelach na jego głowie znajdowało się charakterystyczne okrycie uplecione z liści i kwiecia luźno zwisające z jego głowy. Tego typu okrycie było symbolem barwnego świata roślin. Czasami przedstawiano go jako ogromną budowlę – świątynię, do której drzwi wejściowe stanowiły usta boga. Na niektórych stelach występował dodatkowo z rozgrzaną do czerwoności uzdrawiającą dłonią lub z obsydianowym lustrem, z którego zwisało coś w rodzaju wisiorka przyczepionego do przedniej części jego nakrycia głowy. Niekiedy występował w towarzystwie młodej bogini Księżyca. Itzamna uważany był za „wynalazcę ksiąg i pisma” i dlatego też był patronem pisma i medycyny, ustanowił ceremonie religijne i „podzielił ląd”. Był ponadto dawcą kakao i gumy. On to nauczył ludzi kopania kanałów nawadniających, dzięki czemu łagodził palące działanie swego ojca – Słońca. Uważano, że Itzamna pomagał kobietom w porodach, a swych kapłanów nauczał wykorzystywania ziół w leczeniu ludzi. Gdy zauważył, że ludzie nudzą się w wolnych chwilach wynalazł dla nich sztuki piękne. Zwracano się do niego jako do Pana Dnia, Pana Nocy i Niebios. W miesiącu Zip wzywano go jako boga medycyny. Był również odpowiedzialny za opady atmosferyczne. W kodeksach poklasycznych nazywano go panem lub królem. Na naczyniach ceremonialnych przedstawiany był jako król zasiadający na tronie przed innymi bogami. Z jego osobą wiąże się ciekawy zwyczaj z dziedziny astronomii: Majowie, posiadając 360-dniowy kalendarz, pozostałe pięć dni poświęcali na przygotowania do przyjęcia nowego roku. Każdy z dych dni posiadał swoich bogów zwanych „zwiastunami roku – nosicielami roku” lub itzamnami, którzy podtrzymywali cztery krańce ziemi. Również latom była przydzielona opieka bogów. Nastroje ludu, co do nadchodzącego nowego roku uzależnione były od tego, na jaki dzień z tych czterech przypadał „nowy rok”.

#### Bacabowie
Jednocześnie część władzy w roku i w feralnych dniach przyznawano czterem bóstwom kierunku – Bacabów. Dwa dni poświęcone były żółtemu bogu południa Hozan-Ek (Kanal Bacab, Kanal Acantun), albo czerwonemu bogu wschodu Hobnil (Chacal Bacab), należącemu do bóstw deszczu lub szaleństwa. Byli to bogowie przychylni ludziom obdarowującym ich dobrym urodzajem. Bóg północy – Can Tzicnal (Zakal Bacab), którego kolorem była biel patronował trzeciemu dniowi i północnej strony; był mniej życzliwy dla swych wyznawców. Opiekunem czwartego dnia był czarny bóg zachodu – Zac Cimi (Ekel Bacab), który przynosił śmierć i zniszczenie w latach Hix. Majowie w tych dniach podwajali składane ofiary i nabożeństwa oraz odprawiali rytualne tańce na rozżarzonych węglach, aby przebłagać czarnego boga. Prócz stron świata Bacabowie byli bogami wiatru, deszczu, lat i pszczół. Pierwotnie mieli ciała zwierząt (oposa, iguany, ślimaka i żółwia) lub owadów. Niezależnie od bacabów bogiem pięciu złych dni był bóg Mam. O bogach kierunku pisał Diego de Landa:
„(...)Czcili czterech tak zwanych Bacabów. Jak mówili, byli to czterej bracia, których Bóg, kiedy stworzył świat, ustawił na czterech jego częściach do podtrzymania nieba, żeby nie upadło”.

### Pawahtuun
Z ostatnimi dniami roku związany był również tajemniczy bóg najczęściej znany pod nazwą Boga N (według klasyfikacji Schellhasa) lub Pawahtuun. Często uważa się go za boga o wielu wcieleniach lub o poczwórnej postaciowości. Na swych wzniesionych w górę rękach wspierał ziemię i niebo w ich czterech krańcach. Odgrywał także rolę bóstwa, które przewodniczyło końcowym dniom każdego roku. Najczęściej przedstawiany był z podłużnym nakryciem głowy nachylonym do przodu lub do tyłu, rzymskim nosem, pomarszczoną twarzą i bezzębnymi szczękami oraz z kolczykami w kształcie krążków całkowicie zasłaniające uszy. Taki wizerunek mógł sugerować o bardzo starym jego pochodzeniu. Na głowie nosił różne nakrycia symbolizujące różnych bogów np. nakrycie w kształcie kolby kukurydzy będące symbolem młodego boga kukurydzy. Symbole te występowały zawsze z charakterystycznym znakiem – pętlą w kształcie ósemki znajdującej się na czubku głowy. Na plecach nosił natomiast symbole czterech bacabów, a najczęściej dom ślimaka lub skorupę – pancerz żółwia. Do boga tego wznosili modły wszyscy skrybowie.

### Pozostali patroni lat
Lata w kalendarzu Majów miały swoich patronów. Itzamna opiekował się rokiem Ix i przypadał mu kierunek zachodni oraz kolor czarny. Jako bóg tego roku znany był z przynoszenia ludziom omdleń, niemocy i ataków epilepsji. Majowie, wiedząc o niepomyślnym roku, starali się zapobiec nadchodzącemu głodowi, wojnie oraz innym przypadkom nieszczęść i nędzy. Starannie przygotowywano noworoczne ceremonie, a w trakcie roku składano mu liczne krwawe ofiary. Lata Ix wyróżniały się nieurodzajem, suszą i nędzą głodu, a to z kolei było przyczyną rozniecania krwawych wojen. Pozostałymi opiekunami lat byli Bolon Dzacab, Ahau oraz Uac Mitun Ahau. Ten pierwszy patronował kierunek wschodni i przypisywano mu kolor czerwony. O ile rok zaczynał się dniem Kan, Balon Dzacab sprawował nad nim władzę. Należał do świata podziemi i ucieleśniał cykl przemijania, życia i śmierci. Był bogiem nieobliczalnym. By wkraść się w jego łaski na początku roku składano mu obfite daniny w postaci zwierząt i ziaren kukurydzy. Był wcieleniem dobrotliwego boga pszczół i kakao Hobnil’a, który znany był ze swej przychylności do ludzi i łagodzenia niszczycielskich wpływów. W tym roku spodziewano się dobrobytu i obfitych plonów. Balon Dzacab był zawsze czczony w obrzędach rolniczych najczęściej wraz z bogiem Kan i Uayeyabem. Ten ostatni był bogiem związanym z zachodnią stroną świata oraz z obrzędami Nowego Roku i kolorem czarnym. Drugim bogiem był Ahau i jemu to przypadał rok Muluc. Patronował północnemu kierunkowi i oznaczany był kolorem białym. Rok, którym się opiekował był uważany za szczęśliwy, pełny pomyślnych zbiorów, czasu siły, rozwoju i światła. Na początku roku składano mu ofiary z serc jeleni, chleba i jajek. Wielu młodych mężczyzn ceremonialnie upuszczało krew. W trakcie trwania roku urządzano liczne imprezy i zabawy. Na jednym z nich dla oddania czci bogu ryb i kukurydzy tańczono na szczudłach i składano w ofierze głowy indorów i psów. Najgorszym rokiem był rok Cauac patronem którego był czwarty przez ze mnie wymieniony bóg Uac Mitun Ahau. (jako Ah Uoh Puc występował jako duch zniszczenia i Podziemia). Najczęściej przedstawiany był jako bóstwo samoumartwienia ciała lub jako szkielet. Był bogiem śmierci i szóstego piekła w Podziemiu. Jego „wspólnik” – strażnik kierunku zachodniego – Ek Xib Chac, wzmacniał jego negatywne wpływy na rok, sprowadzając na pola suszę oraz plagi mrówek, które niszczyły nowe zasiewy. W roku Cauac Majowie urządzali huczne święta ofiarne, na których młodzi upuszczali sobie krew lub wstępowali na boso w ogień ofiarny by następnie upijać się do nieprzytomności. Na początku roku by zapobiec zapowiadanych masowych zgonów składano bóstwom Podziemi ofiary z drapieżnych ptaków i ludzi. Majowie wierzyli również i w innych czterech bogów kierunku: zachodu – Ek Xib Cha – związany z kolorem czarnym, południa Kan Xib Chac – związany z kolorem żółtym, wschodu Chac Xib Chac związany z kolorem czerwonym, i północy Zac Xib Chac – związany z kolorem białym.

### Azal Uoh (Ix Chebel Yax)
Partnerką Itzamny była córka Azal Uoh / Ix Chebel Yax (Ixazalvoh, Ixchebelyax – „Tęcza”) – bogini księżyca i porodów, patronka tkactwa i haftu, koszykarstwa oraz malarstwa, medycyny, porodów i dzieci. Przedstawiana była – tak jak Ixchel – z wężem na głowie. 3, Pod imieniem Colel Lab miała być panią ziemi, a zaś pełniąc funkcję dawczyni deszczu, zwała się X Can Le Ox. Itzamna występował również i pod innymi postaciami. Przykładem tego jest Kinich Ahau (Kinich Kakmo) będący bogiem słońca, zdrowia i medycyny. Uważano, że wcielał się wraz z żoną Kak Tan Chel, w szaleńczą chorobę arara, jaka dotykała ludzi, a którą zarazili się przez wiatry wysłane przez papugę o imieniu Uucub K’aquix. Za jego żonę uważano również Ixazlvoh. Pod innym wariantem imienia, Ah Kim (Ah Qin) budził lęk i, lecz nie był otaczany kultem.

### Hipostazy Itzamny
Itzamna posiadał liczne hipostazy. Do najbardziej znanych należały: Itzamna Thul Chac, jako bóg chmur, pan jezior i krokodyli, Itzam Cab jako bóg ognia, Itzan Noh Ku (Itzanaoqu) występujący jako bóg deszczu i gradu oraz Kinich Ahau Itzamna, wzywany w związku z wróżbami przez święte księgi. U Lakandów był bogiem jezior i krokodyli, opiekunem chorych oraz sprawcą gradobić. Pomimo iż Itzamna i z nią związane bóstwa opiekowały się między innymi medycyną, to głównym bogiem tej dziedziny u Majów był Ixtlilton („Mała Czarna Twarz”). Wierzono, że gdy odmówi się odpowiednie modlitwy i złoży ofiary, to bóg ten dostarczy choremu czarę z uzdrawiającym napojem. Szczególnymi łaskami obdarzał dzieci, będąc ich patronem. Ixtlilton był ponadto bogiem kwiatów, tańca, zabaw i świętowania oraz opilstwa, nietrzeźwości i wina. Innym bogiem medycyny był Ahau Chamahes oraz niekiedy Cit Bolob Tun (Cit Bolon Tum).

### Chac(Tlaloc)
Bardzo ważnym bogiem w mitologii Majów był bóg wód i roślinności oraz deszczu i burzy Chac (Tlaloc) – („Powodujący Wyrastanie”) – zwłaszcza na Jukatanie, gdzie okres suszy trwał bardzo długo. Bardzo często jego imię oznaczało „czerwony” lub „duży”, a pochodzenie imienia tłumaczy się od jego opadającego nosa lub obwisłego przyrodzenia. Jego domeną była płodność ziemi. Przedstawiano go z wyraźnie podkrążonymi oczami i z wysuniętym językiem, co klasyfikowało go do starego pokolenia bogów. Miał ryjkowaty nos o robakowatym koniuszku, za pomocą którego, jako bóg deszczu, wypluwał wodę na ziemię. Niekiedy z jego ust wystawały dwa spiralne kły, a z oczu spływały łzy. Był patronem rolnictwa. Upiększany był w różnego rodzaju biżuterię, w ręce dzierżył kamienny topór służący do wytwarzania piorunów. Majowie oddawali mu szczególną cześć jako dawcy życiodajnej wody, która użyźniała pola uprawne. Jemu poświęcone były miesiące Yax i Mac (odpowiednio 10 i 13). W miesiącu Mac pełnił funkcje patronu wraz z Itzamna. Majowie by zapewnić sobie ich przychylność i dobre zbiory układali stosy suchych rózg i gałęzi, a następnie w rytualny sposób je palono. W ogień wrzucano serca różnych zwierząt. Po ich spaleniu stosy gaszono wodą. W 15 miesiącu Muan składano mu w ofierze łagodny dym kadzidła i kakaowe strączki, będące przysmakiem bogów. Chac był władcą liczby sześć, gdzie występował jako odpowiednik cech ludzkich – pragnień, rozładowania emocji i zjawiska wzrostu napięcia. Jego osobie była poświęcona święta cenote w Chichen Itza – olbrzymich rozmiarów studnia, do której w czasie suszy wrzucano również ofiary z ludzi. Bóg ten, podobnie jak aztecki Tlaloc i Itzamna, miał oznaczonych różnymi kolorami pomocników, chaków, będących jego kopiami lub wcieleniami, którzy okazali się jednym z najtrwalszych elementów przedchrześcijańskiej religii mieszkańców Jukatanu. Według wierzeń, chaków jest czterech. Ah Hadz’em Caan Chac – bóg nieba i deszczu, pan piorunów, Ah Lelem Caan Chac – bóg niebiański, sprawca błyskawic, Ah T’ozon Caan Chac – bóg drobnego i ciągłego deszczu i Ah Ch’ibal Tun Chaacob. Przebywają oni w czterech stronach świata, skąd zsyłają deszcz, ulewając trochę wody z naczyń, które noszą ze sobą; gdyby nagle opróżnili naczynia, świat zostałby zatopiony. Oprócz naczyń z wodą, mają kamienne topory. Indianie wierzą, że gdy miotają nimi powstają pioruny. Chakowi pomagają również pomniejsi bogowie, tworząc grupę T’ul Chakowie. Są oni odpowiedzialni za deszcz w małych ilościach lub deszcz bezużyteczny. Wierzono, że Chac często przybierał ludzką postać i nawiedzał kobiety w chwili, kiedy łączyli się ze swoimi mężami, zapewniając im szczęśliwe poczęcie.
Z Chakiem związani byli liczni bogowie, najczęściej jego hipostazy: Kunku Chac będący bogiem pierwszych deszczów w sezonie, X T’up Chac – dawcy obfitych deszczów, Yumchakob – bóstwo zimnych deszczów oraz zwykli bogowie deszczu lub wód Mizen Caan Chac, Yaxal Chac, i Ah Bolon Zacab („Pan Dziewięciu Napojów”), występujący jako bóg wód i płodności.

### Pauahowie
Prócz Chaków i Bacabów Majowie posiadali w panteonie grupę czterech bogów łączonych z deszczem i wiatrem, zwanych Pauahowie. Znani byli pod imionami Chac Pauah Tun (Kan Pauah Tun) – którego wiązano ze wschodem, Ek Pauah Tun – wiązano z zachodem i kolorem czarnym, Ix Kanleox z południem oraz Sac Pauah Tun z północą. Bardzo często identyfikuje się ich z wyżej wymienionymi
Majowie w panteonie posiadali wielką ilość bogów związanych z wodą i wiatrami pod każdą postacią. Z kodeksów – zwłaszcza z Kodeksu Drezdeńskiego – znany jest bóg wiatru Ik występujący również pod imieniem Boga W. Był patronem drugiego miesiąca o tej samej nazwie miesiąca oraz władcą liczby trzy. Miał bardzo specyficzny i charakterystyczny dla siebie kształt ust. Swoim wyglądem przypominał wizerunek azteckiego Ehacatla. Bóg ten przynosił lekkie wiatry, a wraz z nim choroby przenoszone z powietrzem. Uważano go za tego, który roznosi przeróżne formy obłędu. Majowie wierzyli, że tego typu niewidzialne choroby, gdy już znalazły się w ciele człowieka, przybierały postać różnych zwierząt, które poczynały trawić zarażonego od środka. Choroby, których symptomami było obłąkanie, traktowano jako uosobienie dzieci bogów. Prócz niego znamy również boga Ahmakiq, który zamykał wiatry niszczące uprawy, Ah Xuce ducha powodującego tęczę po ulewnym deszczu, czy też bóg Kan Pauah Tun, najczęściej kojarzonego ze wschodnią stroną świata oraz Ohob’a.

### Ek Chauach
Ciekawym bogiem był bóg kupców Ek Chuah („Czarna Gwiazda” lub „Czarny Wódz Wojenny”). Zaliczano go do grona życzliwych bogów podróżnych, dróg i plantacji kakao. Niekiedy ukazywany był jako niosącego na grzbiecie toboły z towarami niczym wędrowny handlarz. Jako bóg wojny stawał się wrogi dla ludzi. Przedstawiany był z okiem w czarnej obręczy, co mogło raczej sugerować opuchnięte oczy – znak rozpoznawczy dla bogów starszyzny, oraz z dużym nosem. Niekiedy jego twarz była czarna. W kodeksach występował z symbolem krwawej ofiary lub z ogonem skorpiona. Charakteryzował się dzikim i gwałtownym usposobieniem. W 15 miesiącu Muan składano mu w ofierze pręgowanego psa wcześniej malowanego na ciemny, kakaowy kolor.

#### Xaman Ek
Kupcy, jak również i podróżni, uważali za swego opiekuna również Xaman Ek – Boga Gwiazdy Polarnej. Był bogiem dobroczynnym, przedstawiany z perkatym nosem. Majowie spalali dla niego kadzidło – kopal na przydrożnych ołtarzach. Bogiem dróg, jak i wędrowców był również Ah Beob oraz Ah Bolon Yocte.

#### Pozostali bogowie wojny
Prócz Ek Chuah’a Majowie posiadali licznych bogów wojny o nieznanych nam bliżej znaczeniach. Dziś znamy ich jedynie imiona i niekiedy pojedyncze funkcje. Do najbardziej znanych bogów tej grupy, prócz wymienionych wyżej, należy bóg Cit Chac Coh („Ojciec Czerwonej Pumy”). Był czczony i sławiony podczas „uczty Kukulkana”. Jego osobie poświęcony był miesiąc 16 Pax, gdzie oddawano mu obfite krwawe ofiary z ludzi oraz był to najlepszy okres na dokonywanie zabójstw i rozpoczynanie wojennych potyczek. Innymi patronami wojny byli: ponury bóg Ek Ahau oraz Ah Chuy Kak, Ah Cun Can, Ah Hulneb, Hex Chun Chan, Hun Pic Tok) oraz bóg wojny włócznik Ahulane lub bóg walki Pakoc.

### Pani Bestia,Kukulkan
W mieście Palenque czczono pramatkę, założycielkę dynastii panującej w tym mieście, Panią Bestię. Żyła ona w 2360 r. p.n.e. i urodziła trojaczki. Ojcem ich był bóg GI (=G1). Boska trójca z Palenque otrzymała imiona GI, GII, GIII. Największe znaczenie spośród braci przypisują majolodzy GI, kojarzonym z bogiem Wenus-90 Wiatrem-0, a także z Quetzalcoatlem, pierwowzorem Kukulkana z Jukatanu, wyobrażanym jako opierzony wąż. Boga Quetzalcoatla Majowie przejęli od Tolteków i nazwali właśnie Kukulkanem. Był symbolem boga wiatru, a jego pióra symbolizowały zmarszczki na wodzie spowodowane wiatrem, tchnienie samego życia i związek nieba z ziemią. Kukulcan jako „Jasny bóg” był ich nauczycielem sztuki pisania. Uważany był za pana deszczu i płodności oraz za dawcę cywilizacji, sprawiedliwości i ładu. Uważano go za boga wiatru i często wiązano go z Gwiazdą Poranną. Według mitów z niego powstały przeróżne formy życia, w których połączył ze sobą przeciwieństwa: światło i ciemność, męskość i kobiecość, Ziemię i Niebo. Według legend był założycielem kilku dynastii królewskich. Hiszpański biskup Diego de Landa w swoim dziele, tak pisał o tym bogu:
„Indianie wierzą, że wraz z Itzami, którzy zawładnęli Chichen Itza, przybył wielki (obcy przywódca) Kukulcan. Że jest to prawda świadczy główna budowla tego miasta, która również nosi nazwę Kukulcan. Majowie powiadają, że przybył z zachodu, ale różnią się zdaniami, czy przybył przed, czy po przybyciu Itzów, czy też przybył wraz z nimi po odejściu Kukulkana. W Meksyku uznano go za boga i nazwano Quetzalcoatlem. Majowie na Jukatanie także go teraz za boga uważają...”
Odpowiednikiem Kukulkana (Quetzalcoatla) u górskich Majów Quiche był Tepeu Gucumatz, opisywany przez Popol Vuh jako wielki wąż z błyszczącymi, niebiesko-zielonymi piórami, który, wspólnie z najwyższym stwórcą Huracanem, powołał do istnienia ziemię i ludzkość.

### Ah Puch
Duże znaczenie wśród Majów miał straszliwy bóg Ah Puch (Ahpuch „Pan Śmierci”), którego podobna do szkieletu, postać symbolizowała przerażające tajemnice śmierci. Na rysunkach przedstawiano go ze wszystkimi atrybutami zniszczenia i śmierci. Zamiast głowy miał trupią czaszkę, z tułowia wystawały mu żebra, pomiędzy którymi pęczniała wypełniona trupimi gazami skóra. Kręgosłup miał obnażony, zaś jego ciało pokrywały trupie plamy. Najczęściej przyozdabiany był w oczy nieboszczyka, kolczyki wykonane z kości oraz w materiałową chustkę z frędzlami. Przedstawiany był również w postaci obrzmiałych zwłok, przyozdobionych dzwonkami. Jego atrybutem była czaszka kościotrupa, na której Majowie dodawali przepowiednie i znaki. Był odpowiedzialny za wszystkie rodzaje śmierci, czy to spowodowaną chorobą, morderstwem, czy też w wyniku nieszczęśliwego wypadku. Dotyczyło to również i śmierci roślin. Czuwał nad bolesnymi stanami pośrednimi człowieka stojącego na pograniczu życia i śmierci. Ponadto każdy zmarły musiał przechodzić przez jego obszar, gdyż to był warunek powtórnego narodzenia. Wówczas patronował bezcielesnej fazie przemiany w nową postać. Był władcą liczby dziesięć, która to była traktowana jako śmiertelna połowa świętej liczby dwadzieścia. Patronował również szóstemu dniowi każdego miesiąca. W tym dniu panowała siła niszczenia, choroby i rozkładu. Walczył z bogiem Chac, który opiekował się nowymi pędami drzew, podczas gdy on sam niszczył młode listki. Uważano go za władcę dziewiątego, najniższego świata zmarłych – Mitnal (Xibalba w języku Quiche). Ah Puch posiadał różne warianty swojej osoby. Dziś znamy np. Cumhau, Hunhau, Hun-Ahau. U Indian Tzotzil występował pod postacią nietoperza i zwano go wówczas, Chamalcan. Tej personifikacji poświęcony jest 4 miesiąc Zotz. W tym samym miesiącu wspomina się innego boga śmierci w postaci nietoperza Camalotz (Camazotz „Nietoperz Śmierci”). Jego siedziba znajdowała się w Podziemiach, w których dawniej mieszkał bóg Xibalba. Obcinał głowy każdemu, kto bez jego zgody pojawiał się w jego królestwie. Losu tego nie uniknął nawet bóg Hunahpu.

### Jaguar
Ze światem Podziemia związany był również Bóg Jaguar znany pod nazwą bóg L. Pełnił on, zanim Wszechświat został uporządkowany, rolę przewodniczącego boskiego zgromadzenia (z tego też powodu do jego wizerunku dodawano symbol lilii wodnej – pierwszego kwiatu ziemi). Często wyobrażany w skórze jaguara zasiadający w podziemnym pałacu na tronie. Jego cechami charakterystycznymi były czarne malunki na ciele i jasny obszar wokół ust, co mogło być odnośnikiem do skóry jaguara lub do lam na ciele nieboszczyka. Na głowie nosił nakrycie z ptaka Muan. Był zaliczany do pięciu bóstw rzucających oszczepem, które wznosiły się na płycie Wenus. Pełnił wówczas role bóstwa wojny uzbrojonego w oszczep i tarczę. W ciągu roku, w specjalny sposób, był wspominany w miesiącu 15 Muan. Wówczas oddawano cześć boskiemu ptakowi Oxlahun Muan (Sowa Liczby Trzynaście lub Muan Trzynastego Nieba”) pod postacią którego ujawniał się bóg jaguarów, przynosząc katastrofy, wojny i intrygi. Choć najczęściej jaguar był kojarzony z wojnami i katastrofą to również posiadał i pozytywną symbolikę. Był tym, który przenosił zmarłych przez świat Podziemi i w ten sposób dbał o pomyślne zakończenie ich podróży ku powtórnemu narodzeniu. Majowie Jaguara identyfikowali często ze słońcem jako jego towarzysz. Patronował wówczas liczbie cztery. Jednakże w momencie, gdy słońce schodziło do Podziemi, bóg Jaguar przeistaczał się w Boga Jaguara Podziemi i przybierał postać człekokształtną z widocznymi cechami jaguara na twarzy i dłoniach. Wówczas patronował świętej liczbie siedem. Majowie przedstawiali go wówczas jako starego władcę śmierci Xibalba (Xiba „Znikający”). W kalendarzu Tzolklin, Xibalba był patronem dnia trzeciego Akbal natomiast w kalendarzu Haab wspominano go w miesiącu 6 Xul. Miesiąc ten przyporządkowany był psu pod postacią którego pojawiał się bóg Tzul odpowiedzialny za procesy gnicia i przemijania. Symbole te przypominały prastary świat Xibalba, który mroczył ludzkie umysły, przynosił długie i nieuleczalne choroby, cierpienia i śmierć. Nadmiar złych myśli popychał ludzi do występku, zbrodni i samobójstw, w miesiącu tym nie podejmowano ważnych decyzji i nie planowano przyszłości.

#### Pozostali bogowie podziemia
Mało znanym bogiem podziemia i śmierci był również Came („Śmierć”) i bóg zła Cit Bolon Ua.
W panteonie bogów śmierci Majowie posiadali jeszcze dwóch pomniejszych bogów imion których dziś nie znamy, ale wiadomo jak wyglądali. Bogowie ci byli wcieleniem władcy zmarłych, a w Kodeksie Drezdeńskim nazwano go bogiem A. Każdemu z nich przyporządkowano określony rodzaj śmierci i cierpienia, albo konkretny zakres władzy w państwie Podziemi. Pierwszy z nich występował z opaską na oczach – symbolem ślepoty lub widzenia tylko tego co chce się zobaczyć. Nosił ozdoby wykonane z oczu nieboszczyka oraz łańcuch na szyi z charakterystycznym symbolem śmierci. Rysy twarzy, budowa i uczesania podkreślały jego młodość. Prawdopodobnie bóg ten był odpowiedzialny za przestrzeń pośrednią, do której zmarły wstępował bezpośrednio po zgonie, błąkając się w niej tak długo, aż bogowie zdecydowali się zaprowadzić go do właściwego poziomu Podziemia. Drugi bóg oznaczał się typowymi cechami starego pokolenia bogów. Posiadał trupią czaszkę, jego kołnierz wykonany był z oczu nieboszczyka w uszach miał kolczyki z ludzkich kości. Skóra, tego zdecydowanie negatywnego boga, pokryta była plamami, a jedna z nóg zakończona była ogonem skorpiona.

### Bóstwa opiekuńcze
Majowie w swoim panteonie posiadali wielu bogów opiekujących się światem zwierzęcym, morskim i polowaniami. Często występowali w postaci zwierząt lub opiekowali się pewną ich grupą. Jednym z nich był Chac Uayab Xoc (Ah-kak-nexoy) „wielki” lub „czerwony” demon rekin, który był bogiem ryb i patronował rybakom. Wariantem tego boga był Kak Ne Xoc rekin o ognistym ogonie. Innym był Ek Balam Chac – czarny jaguar, czczony jako bóg pól. Należał do czwórki bogów, których wzywano w obrzędach mających zapewnić dobre plony. Pozostałymi bogami byli Ahbuluc Balam, Ahcan Uolcab, występujący pod postacią węża i Chichac Chob. Pod postacią czarnego ptaka coc ukazywał się Ek Cocah Mut. Objawiał się w Chumayel i związany był z konstelacją Plejad (niekiedy uważano go za przydomek Itzamny). Wąż w mitologii Majów był najczęściej symbolem konstelacji Plejad i pod tą postacią skrył się jeden ze stwórców ludzi i wszystkiego co żyje. –Lakin Chan. Uważa się go również za bóstwo wschodniej strony świata i założyciela cywilizacji. Ponadto był wynalazcą pisma i książek oraz posiadał wiedzę o ziołach i leczeniu. W postaci złego węża objawiał się również Hapikern. Żeńską jego odpowiedniczką była Ix Pic Tzab – bogini wąż. Bóg ojciec Nim–Ac („Wielki Dzik”) przybierał postać dzika, a jego partnerka, bogini matka Zaqui-Nima-Tziis postać siwego dzika. Jej imię tłumaczy się jako „Wielka Siwa Locha”. Opiekunem wszystkich myśliwych i czynności związanych z łowami był Ah Uoc-yol-sip (Uoc Zuhuy Zip lub Zip) o postaci bardzo małego, nadprzyrodzonego jelenia czy Aquehe (Ah Ke, Ah Ceh) lub Ceh Lac, Ku Bolay. Innym bogiem łowów i zarazem wynalazcą metod polowania był Camaxtli oraz Tabai. Żeńskim odpowiednikiem Camaxtli była bogini Suhui Dzip Na wyspie Cozumel czczono boginię Teel Cuzam („Jaskółczonoga”) pod postacią oczywiście jaskółki.

### Bóstwa płodności
Do oddzielnej grupy należy zaliczyć bogów życia i płodności. Majowie czcili boga Acat („Bóg Życia”). Był odpowiedzialny za kształtujący się płód. Niekiedy uważano go za boga tych, którzy wykonują tatuaże. Innym bogiem był Ahkushtal. Spełniał rolę opiekuna narodzin. Kolejnym znanym bogiem był Baklum Chaam – falliczny bóg żyzność pól i płodności zwierząt.
Na końcu podstawowych bogów Majów, warto wymienić boga ziemi Buluc Ch’abtan („Jedenastokrotny Post”). Na temat tego boga nie ma oprawie żadnych wiadomości. Jedyna wzmianka znajduje się w [Kodeks Madrycki|Kodeksie Madryckim], gdzie nazwano go bogiem R. Najczęściej przedstawiany był z puklem kręconych włosów oraz spirala przed ustami. Zaliczany był do grupy bogów stosunkowo młodych. W swojej pozytywnej postaci był bogiem przyjaznym ludziom, lecz w swej drugiej naturze występował jako sprawca siedmiu lat wojen i suszy. Często jego osobę wiązano ze spełnieniem się niepomyślnych przepowiedni.

### Pomniejsze bóstwa

#### Bóstwa urodzaju
Prócz tych wymienionych w panteonie bogów, Majowie posiadali wiele pomniejszych bóstw wywierających wpływ na codzienne życie. Prości wieśniacy czcili mało znanego boga kukurydzy – Uaxac Yol Kauil (Osiem Serc Nadmiaru), zwanego w kodeksach Bogiem E. Był bogiem całkowicie pozytywnym. Chronił świętą roślinę – kukurydzę, która stanowiła podstawę wyżywienia ludności i z której powstał pierwszy człowiek. Jego rysy posiadały wszystkie cechy męskiego ideału piękna – długi nos, oczy w kształcie migdałów, dumnie wysuniętą dolną wargę i sztucznie uformowane, wysokie czoło. Jego symbolem była kolba kukurydzy, którą nosił jako ozdobę na głowie. Na niektórych rysunkach kukurydza wyrastała mu wprost z czubka głowy, niekiedy posiadał hełm w kształcie ryby. Bóg kukurydzy był symbolem męskiej płodności i sił twórczych.. Niekiedy przedstawiano go jako władcę kukurydzy i ryb. Posiadał wówczas, przyczepione do nóg, szczudła, na których chciał przejść przez błotniste pola i posiać ziarno. W kalendarzu Majów był władcą liczby osiem, gdzie stanowił uosobienie nadmiaru, dostatku, sytości, a także żyzności i sił twórczych.
Z kukurydzą związany był również bóg Uaxac-yol-kauil i Yum Kaax (Yum Viila „Pan lasów”). Jego personifikacja – Itzam Na Kauil był bogiem urodzaju. U plemion majańskich z Belize zwano go pod imieniem Yumi Kaax, gdzie jako bóg lasów, polowania i zwierząt łownych, porywał ludzi, a ci z nich, którzy się odnajdywali byli obdarzeni cudowną mocą. Innym bogiem młodej kukurydzy był Ah Mun oraz Ghanan. Ten ostatni patronował również gospodarce. Żeńskim odpowiednikiem Yum Kaax’a była bogini pól kukurydzy Ixcanil (Xcanil „Pole Kukurydzy”). Strażnikiem kukurydzy u Majów Quiche był Chahal (Chajal). Odpowiedzialny był za kiełkowanie nasion i ich wzrost Jeszcze dzisiejsi Majowie Quiche z Chichicastenango wierzą, że kukurydza boi się trzęsienia ziemi, i gdy to zjawisko ma miejsce, rozmawiają z nią, by podtrzymać ją na duchu.

#### Bóstwa rzemieślników
Ludność majańska chętnie czciła Azal Uoh – boginię tkactwa i przędzenia. Jej córka Ix Chebel Yax była żoną Itzamny. Muzyką i poezją u Majów opiekował się Ah Kin Xoc (Ah Kin Xocbilton, P’izlimtec). Nawet rzemieślnicy zajmujący się obróbką jadelitu i ametystu posiadali swojego patrona w osobie Ix Tub Tun. Nad moralnością Majów czuwał bóg Chentun, który objawiał się jedynie tym, którzy mieli złe intencje. Bogów lasów, Majowie nazywali ogólnie Kuilob (Kaaxob). Byli oni także bogami rolnictwa związanego z wyrębem drzew pod uprawy. Bardzo rzadkimi i mało znanymi bogami byli ponadto: bóg stwórca, Chuen, czy inny bóg o tym samym znaczeniu Cacoch.

### Pozostałe bóstwa solarne i lunarne
Majowie z Gwatemali wierzyli w boga słońca Tzaiic i zaćmień słońca Colop-u-uich-kin’a. Majowie Tzotzil z okolic San Juan Chamula w meksykańskim Chiapas posiadali w swej rodzimej mitologii boginie księżyca Hmetik („Księżyc”) będącą wraz z jej synem Htotika parę naczelnych bóstw tego plemienia.